# Новинская волость (Клинский уезд)
Новинская волость (в 1919—1929 — Свердловская волость) — волость в составе Клинского уезда Московской губернии. Существовала до 1929 года. Центром волости было село Новое (с 1919 — Свердлово-Новое).
24 марта 1919 года Новинская волость была переименована в Свердловскую волость.
По данным 1924 года в Свердловской волости было 6 сельсоветов: Вахонинский, Городищенский, Ленинский, Марковский, Новошинский и Свердловский.
В ходе реформы административно-территориального деления СССР в 1929 году Свердловская волость была упразднена.